# Franklin Hiram King
Franklin Hiram King (Whitewater, 8 giugno 1848 – 4 agosto 1911) è stato un agronomo statunitense.

## Biografia
Nacque in una fattoria presso Whitewater, nel Wisconsin e frequentò le scuole locali studiando prima alla Whitewater State Normal School e poi alla Cornell University.
Prestò servizio come professore di agricoltura fisica presso l'Università del Wisconsin–Madison dal 1888 al 1902. Interessato a una vasta serie di soggetti durante la sua carriera, King dette i suoi maggiori contributi durante questi anni nella ricerca e nell'insegnamento delle applicazioni della fisica all'agricoltura.
Ponendo molta attenzione riguardo alla capacità di ritenuta dei suoli, sui fabbisogni idrici delle piante, sull'aerazione, il movimento dell'acqua all'interno del suolo, lo sforzo di trazione degli aratri e lo sforzo di sollevamento dei mulini a vento; incominciò anche studi sulla fertilità del suolo.
È per questo considerato il padre della fisica del suolo negli Stati Uniti.

## Opere principali
- The Soil (1895)
- Irrigation and Drainage (1899)
- Ventilation for Dwellings, Rural Schools, and Stables (1908)
- Farmers of Forty Centuries, or Permanent Agriculture in China, Korea and Japan (1911)